# Collezione Riccardo Gualino
La Collezione Riccardo Gualino è una raccolta di pittura, scultura, reperti archeologici ed arte applicata donata dall'industriale Riccardo Gualino alla Galleria Sabauda di Torino, dove, per volontà dello stesso donatore, è esposta in forma di casa museo.
L'industriale Riccardo Gualino (Biella, 1879 - Firenze, 1964), iniziò la sua raccolta d'arte verso il 1912, incoraggiato dalla moglie Cesarina Gurgo Salice (Casale Monferrato, 1890 - Roma, 1992); la collezione, costituita da mobilio, oggetti di scavo, tappeti, oreficerie, statue, ceramiche, dipinti, fu dapprima raccolta nel suo castello di Cereseto Monferrato. Alla fine della Grande Guerra, Gualino si trasferì insieme alla collezione nella sua abitazione torinese di via Bernardino Galliari 28.

## La collezione d'arte antica
Il critico Lionello Venturi, che Gualino conobbe nel 1918, nel 1926 redasse il catalogo della sua raccolta d'arte antica.
Nella collezione figuravano opere come una Venere attribuita a Botticelli o alla sua bottega, un Ritratto di giovane di Lorenzo di Credi, la Venere con la tartaruga attribuita a Sebastiano del Piombo e diversi fondi oro, tra i quali una Maestà nota come Madonna Gualino (attribuita di volta in volta a Duccio, a Cimabue, alla cerchia dei due maestri).

## La collezione d'arte moderna
Fu Venturi a indirizzare gli acquisti di Gualino verso l'arte moderna (macchiaioli soprattutto) e contemporanea. Gualino commissionò infatti una variante della Quiete a Felice Carena dopo la Biennale di Venezia del 1922 e, dopo quella del 1924, varie opere a Casorati (fra cui due ritratti dello stesso Gualino), ed a Soffici. Casorati, su spinta di Gualino, e da lui stesso finanziato, fondò addirittura una scuola di pittura in via Galliari, presso la casa dell'industriale, che diventò ben presto polo d'attrazione della gioventù intellettuale torinese. Grazie al suo sostegno finanziario, nel 1928 nacque il gruppo dei Sei di Torino,, un tentativo di aggiornare la pittura figurativa italiana alle esperienze internazionali.
Della raccolta facevano parte anche uno studio per l' Olympia di Manet (La Négresse) e sette Modigliani - tra questi l'Autoritratto (1919), oggi al Museo d'arte moderna di San Paolo del Brasile, la Jeanne Hébuterne (1918-1919) a Berna, il Nudo rosso (1917) in Cina.

## La dispersione e la ricollocazione
Nel 1928 la collezione d'arte antica fu esposta a Torino presso la Galleria Sabauda e nel 1930 fu ceduta allo stesso museo dove, in seguito a complesse vicende, si trovò in larga parte esposta sin dal 1959, con un allestimento concepito dallo stesso Gualino.
Dal 2015 la Collezione Riccardo Gualino è ospitata al terzo piano della Manica Lunga di Palazzo Reale. Le opere che si possono ammirare oggi costituiscono presumibilmente soltanto una buona parte della collezione originaria ceduta alla Galleria Sabauda nel 1930 e poi confiscata dalla Banca d’Italia nel 1931 a seguito della crisi finanziaria che travolse Gualino. Alcuni altri elementi della collezione andarono dispersi in lasciti, compravendite, trafugamenti o dislocazioni, come accadde per la Madonna Gualino, che per molti anni fece parte dell'arredo dell’Ambasciata d’Italia a Londra. 
Il paziente lavoro di Noemi Gabrielli, già a partire dal 1956, fu quello di recuperare quanto più possibile la maggior parte delle opere della Collezione Gualino per farla ritornare a Torino, in esposizione permanente presso le sale della Galleria Sabauda.
Essa comprende mobilio, reperti archeologici, tappeti, monili, statue, ceramiche e opere pittoriche di Giotto, Cimabue, Duccio di Buoninsegna, Botticelli, Andrea di Bartolo, Mantegna, Andrea Pisano, Filippo Lippi, Paolo Veronese, Tiziano.
La collezione d'arte moderna e contemporanea invece comprendeva originariamente opere pittoriche di Guttuso, Severini, Mafai, Afro, Maccari, Bartolini, Boldini, Morandi, Modigliani, Carrà, Casorati, De Chirico, De Pisis, Rosai, Fontana, Manzù, Marini, Martini, Renoir, Rouault, Signorini, Picasso, Utrillo, Degas, Manet e Chagall e questa parte subì un destino differente. Nel 1931 Gualino fu arrestato dal Regime e confinato a Lipari, il patrimonio requisito e la collezione in gran parte dispersa in compravendite e trafugamenti, tra cui diverse tavolette di Fattori, oltre alla Négresse di Manet, di cui ancora si ignora l'attuale ubicazione. Altre opere sono oggi in collezioni pubbliche o private: Fattori, Il riposo, 1887, Pinacoteca di Brera a Milano e Ritratto della moglie, 1889, Firenze, Galleria d'arte moderna; Boldini, Fattori nel suo studio, 1867, Milano, Banca Commerciale Italiana; D'Ancona, Signora con l'ombrellino, 1861, Roma, Galleria Nazionale d'Arte Moderna; Carena, La Quiete, 1922-24, Roma, Banca d'Italia.
Dopo la Liberazione, i coniugi Gualino si stabilirono a Roma collaborando alla realizzazione del nuovo cinema italiano. E se a Torino avevano sostenuto i Sei, a Roma saranno d'aiuto ai timidi pittori del rinnovamento: Scipione, Mafai, Pirandello, Bartoli, Scialoja, Melli e poi a Filippo de Pisis, Massimo Campigli, Manzù, Guttuso, Spadini.
Nel 1982 a Torino è stata dedicata un'importante esposizione alla figura del collezionista.

## Galleria d'immagini

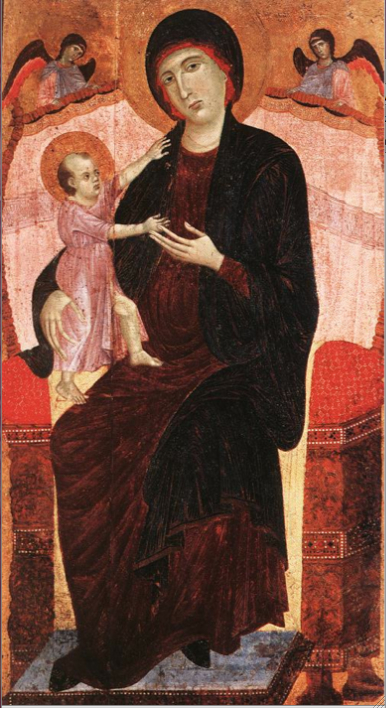
Duccio di Buoninsegna (attr.), Madonna Gualino (1280-1283) - Galleria Sabauda, Torino
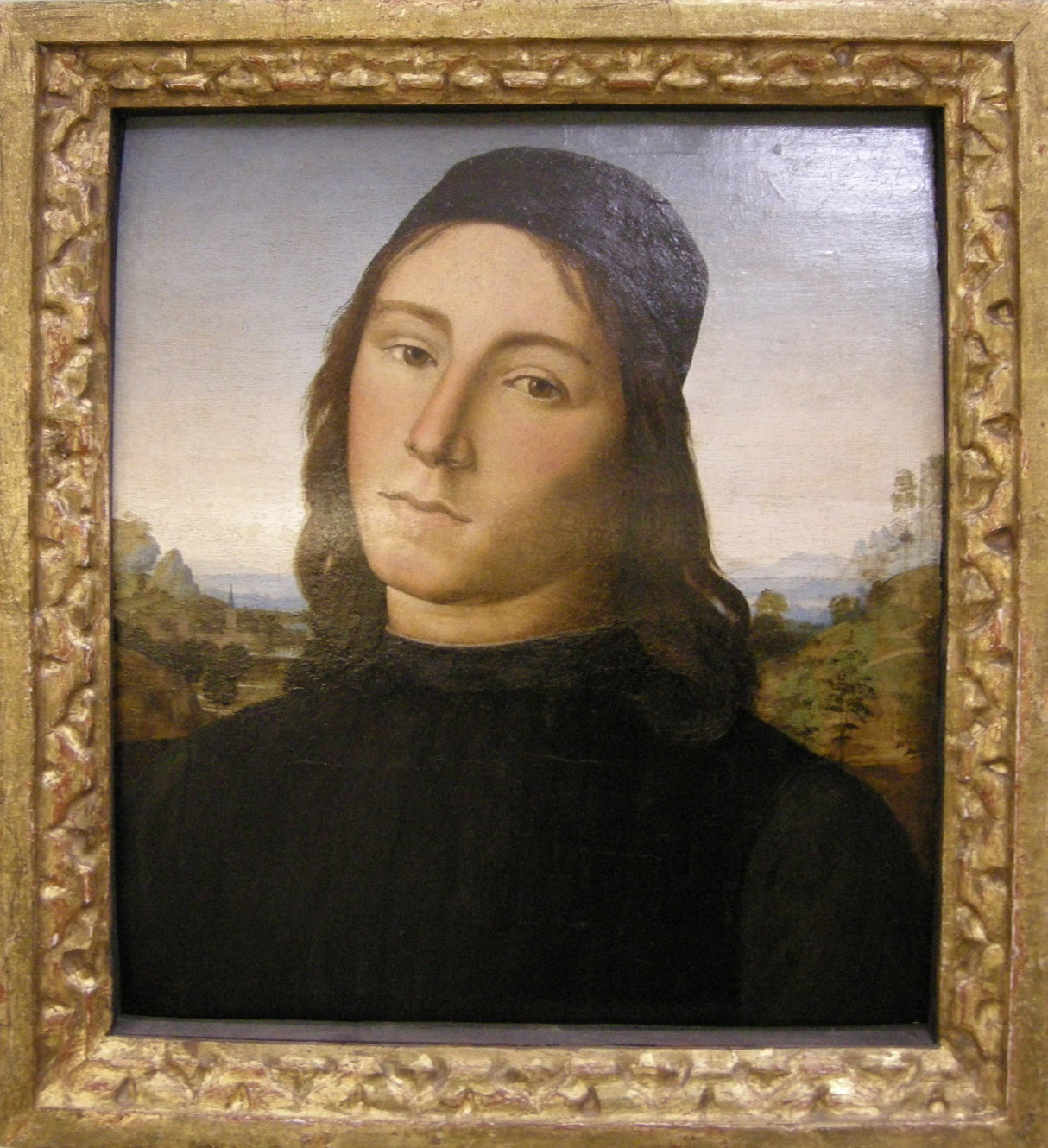
Lorenzo di Credi (attr.), Ritratto di giovane (1493) - Galleria Sabauda, Torino
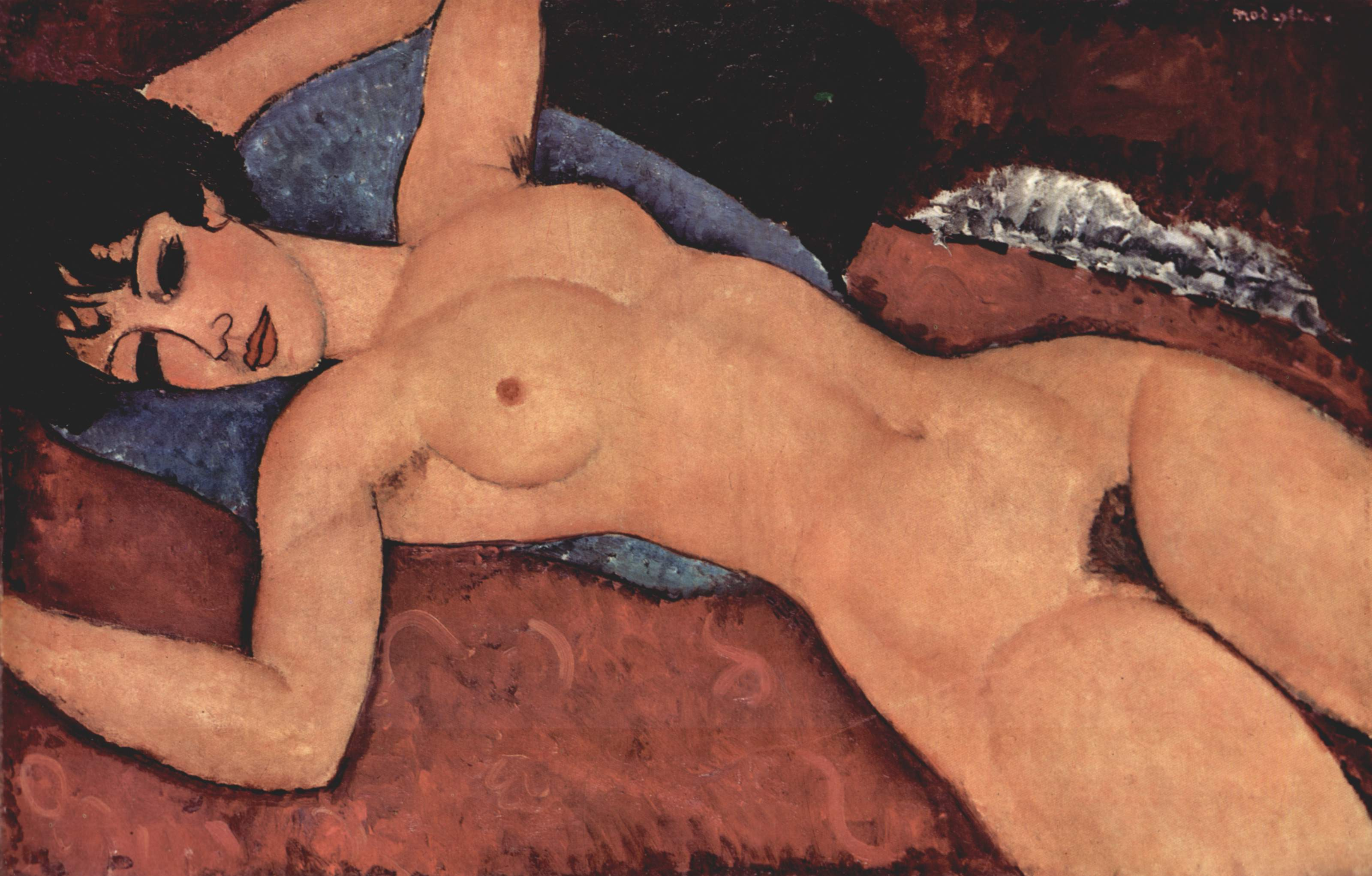
Amedeo Modigliani, Nudo sdraiato (1917) - Coll. privata, Cina
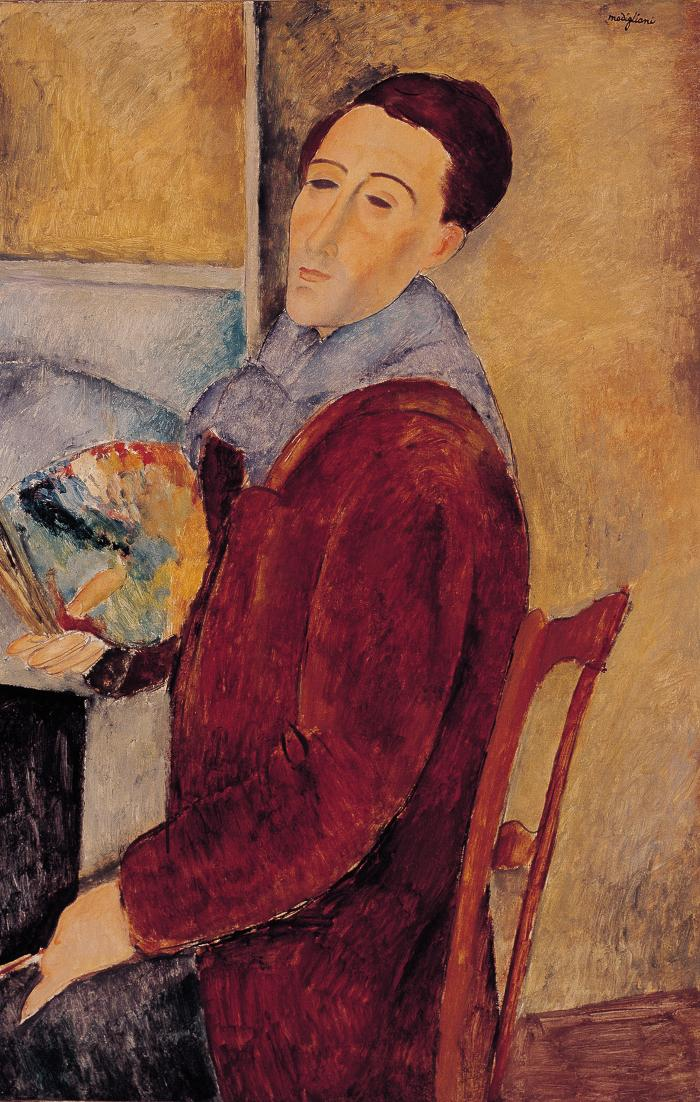
Amedeo Modigliani, Autoritratto (1919) - Museo di Arte Contemporanea, San Paolo del Brasile